# ستوپنیتسا (لسکوواتس)
ستوپنیتسا (به صربی: Stupnica) یک منطقهٔ مسکونی در صربستان است که در لسکواس واقع شده‌است. ستوپنیتسا ۴۰۲ نفر جمعیت دارد.